# The Silent Twins (2022)
The Silent Twins (dt.: „Die stillen Zwillinge“, Alternativtitel: Silent Twins) ist ein Spielfilm von Agnieszka Smoczyńska aus dem Jahr 2022. Basierend auf dem gleichnamigen Sachbuch von Marjorie Wallace berichtet das Drama über das Leben der eineiigen Zwillinge June und Jennifer Gibbons. Die Hauptrollen übernahmen Letitia Wright und Tamara Lawrance.
Die internationale Koproduktion zwischen Polen und dem Vereinigten Königreich wurde im Mai 2022 beim Filmfestival von Cannes uraufgeführt.

## Handlung
Zwei junge schwarze Schwestern, eineiige Zwillinge, kommunizieren nur durch eine eigens erfundene Sprache und Codes miteinander. Als beide die Pubertät erreichen, beginnen sie sich für Science-Fiction, Jungs und Krimis zu interessieren. Die starke Bindung der beiden Mädchen zueinander beginnt sich allmählich zu etwas sehr Gefährlichem zu entwickeln.

## Entstehungsgeschichte
The Silent Twins ist der vierte Spielfilm der polnischen Regisseurin Agnieszka Smoczyńska und gleichzeitig ihre erste englischsprachige Filmproduktion. Das Drehbuch schrieb Andrea Seigel basierend auf dem 1986 erschienenen Sachbuch The Silent Twins der Journalistin Marjorie Wallace. Es stellt die 1963 in Barbados geborenen eineiigen Zwillinge June und Jennifer Gibbons in den Mittelpunkt, die in Wales aufwuchsen. Die Schwestern litten unter einer komplexen Form des Mutismus und kommunizierten nur miteinander. Als Jennifer im Jahr 1993 starb, begann June ein normales Leben zu führen. Der Stoff war bereits von der BBC 1986 als Spielfilm unter der Regie von Jon Amiel (The Silent Twins, Reihe: Screen Two, Hauptrollen: Sharon und Shirley I. Parker) und 1994 als preisgekrönter Dokumentarfilm durch Olivia Lichtenstein (Silent Twins – Without My Shadow) adaptiert worden.

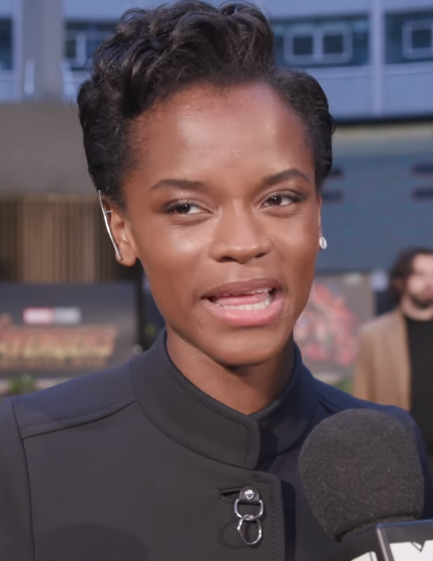
Hauptdarstellerin Letitia Wright (2018)

Das Filmprojekt wurde Ende Februar 2020 bekannt. Es soll den Gibbons-Schwestern zum Zeitpunkt folgen, als ihre Isolation sie in Kleinkriminalität und Gewalt abdriften ließ. Sie wurden schließlich in der britischen Hochsicherheitsklinik Broadmoor im englischen Crowthorne untergebracht. Dort waren die Mädchen grausamen Untersuchungen durch Ärzte und Psychologen ausgesetzt. Die Proteste von Junes und Jennifers Familie, die behaupteten, beide könnten ein normales Leben führen, wurden ignoriert. Unter den Zwillingsschwestern entwickelte sich eine Hassliebe und sie beschlossen, dass eine von beiden sterben müsse, damit die andere sich in die Gesellschaft integrieren und ein freies Leben führen könne. Daraufhin starb Jennifer, wobei ihre genauen Todesumstände bis heute Rätsel aufgeben.
Für die beiden Hauptrollen wurden die Schauspielerinnen Letitia Wright und Tamara Lawrance verpflichtet. Zum weiteren Schauspielensemble gehört u. a. Amarah-Jae St. Aubyn. Für die Produktion zeichnete Anita Gou (Kindred Spirit) gemeinsam mit Ben Pugh und Joshua Horsfield von der britischen Filmgesellschaft 42 und Klaudia Smieja-Rostworowska von der polnischen Madants verantwortlich. Für die Vertretung der internationalen Verwertungsrechte wurde die Firma Protagonist Pictures gewonnen. Als Executive Producers traten Hauptdarstellerin Wright, Ewa Puszczyńska, Katie Anderson, Jake Carter und Trevor Groth von 30WEST sowie Alicia Van Couvering, Drehbuchautorin Andrea Seigel, Charlie Morrison und Marjorie Wallace in Erscheinung.

## Rezeption und Veröffentlichung
The Silent Twins wurde in die Sektion Un Certain Regard des 75. Filmfestivals von Cannes eingeladen, wo die Premiere am 24. Mai 2022 erfolgte. Kritiker des amerikanischen Branchendiensts IndieWire zählten Smoczyńskas Regiearbeit zu den 18 am meisten erwarteten Cannes-Beiträgen. Auch Peter Bradshaw (The Guardian) listete den Film unter seine 10 am meisten erwarteten Festivalbeiträge.

## Auszeichnungen
Im Rahmen seiner Premiere auf dem Filmfestival von Cannes ist The Silent Twins für den Prix Un Certain Regard nominiert. Beim Polnischen Filmfestival Gdynia gewann The Silent Twins im September 2022 den Goldenen Löwen.